# Julio María Sanguinetti
Julio María Sanguinetti Coirolo (* 6. ledna 1936 Montevideo) je uruguayský politik, právník a novinář. Působí ve vedení strany Partido Colorado a ve dvou volebních obdobích byl prezidentem Uruguaye.
Pochází z rodiny italských přistěhovalců. Vystudoval práva na Univerzitě republiky v Montevideu. Byl také zahraničním dopisovatelem listu Acción. V roce 1963 byl zvolen poslancem Sněmovny reprezentantů za Partido Colorado. Zúčastnil se Konference OSN o obchodu a rozvoji a podílel se na přípravě nové uruguayské ústavy. V letech 1969 až 1971 byl ministrem průmyslu a obchodu a v roce 1972 ministrem školství a kultury.
Byl odpůrcem vojenské junty, která se dostala moci převratem v červnu 1973. Vzhledem k nemožnosti věnovat se aktivní politice (během období vojenské diktatury) začal pracovat v regionální komisi UNESCO a propagovat uruguayskou literaturu, založil také časopis Correo de los Viernes. V roce 1983 byl zvolen do čela Partido Colorado a podílel se na Paktu z námořního klubu, v němž byl dohodnut scénář postupného návratu k parlamentní demokracii. V prvních svobodných volbách po třinácti letech, které se konaly v listopadu 1984, byl Sanguinetti zvolen prezidentem na pětileté funkční období. V zájmu poklidné změny režimu odmítal trestat zločiny z doby společenské krize, ať se jich dopustila armáda nebo guerillové hnutí Tupamaros. I když byl jeho zákon o všeobecné amnestii schválen v referendu, Sanguinetti se za něj stal terčem kritiky z obou stran. Během svého funkčního období se také musel potýkat s ekonomickými problémy. Otevřel však Uruguay světu a patřil k iniciátorům vytvoření sdružení Mercosur. Podruhé zastával úřad hlavy státu v letech 1995 až 2000. Během tohoto období prosadil novou ústavu, která zrušila volební systém ley de lemas.
Po odchodu z prezidentské funkce působil v think-tanku Interamerický dialog, přednášel na Georgetownská univerzita a Universidad Complutense de Madrid a přispíval do deníku El País. Vydal úspěšnou knihu La Reconquista o návratu Uruguaye k demokracii v osmdesátých letech. Byl také viceprezidentem fotbalového klubu CA Peñarol. V roce 2019 se neúspěšně ucházel o prezidentský úřad, pak byl zvolen senátorem, avšak po roce odstoupil s tím, že se chce soustředit na stranickou práci.
Jeho manželkou je historička Marta Canessa, mají spolu syna a dceru.